# Dobrovilne, Huleaipole
Dobrovilne (în ucraineană Добровільне) este un sat în comuna Dobropillea din raionul Huleaipole, regiunea Zaporijjea, Ucraina.